# Alex Azar
Alex Michael Azar II, född 17 juni 1967 i Johnstown i Pennsylvania, är en amerikansk jurist, affärsman och politiker. Mellan den 29 januari 2018 och 20 januari 2021 var han USA:s hälsominister i Trumps kabinett. Han var chef för det multinationella läkemedelsföretaget Eli Lilly and Company i USA åren 2012–2017.

## Karriär
Azar började sina akademiska studier vid Dartmouth College. Han avlade där en kandidatexamen i nationalekonomi och statsvetenskap 1988. Han tog examen med summa cum laude och tillhörde således de 1–5 procent bästa studenterna i sin årgång. Azar fortsatte sedan sina studier vid Yale University, där han tog juristexamen (J.D.) 1991. Under studietiden vid Yale var han även en av redaktörerna för tidskriften Yale Law Journal. Efter studietiden var han notarie fram till 1993, bland annat hos Antonin Scalia.
Den 1 januari 2012 tillträdde han som chef för USA-divisionen av det multinationella läkemedelsföretaget Eli Lilly and Company. Han avgick från denna post i januari 2017.
Den 13 november 2017 meddelade USA:s president Donald Trump att han valt att nominera Azar till hälsominister som efterträdare för Tom Price. Den 24 januari 2018 godkändes nomineringen i USA:s senat och den 29 januari tillträdde han som hälsominister.